# زلترز
زلترز (وستروالد) (بالألمانية: Selters, Rhineland-Palatinate) هي بلدة ألمانية تقع في ألمانيا في راينلند بالاتينات. يقدر عدد سكانها بـ 2,705 نسمة .

## أعلام
- أودو شوتس